# Ulica ks. bpa Wincentego Tymienieckiego w Łodzi
Ulica ks. bp. Wincentego Tymienieckiego w Łodzi – jedna z najstarszych łódzkich dróg, łącząca ulicę Piotrkowską (Śródmieście-Katedralna) z Księżym Młynem i Widzewem.

## Historia

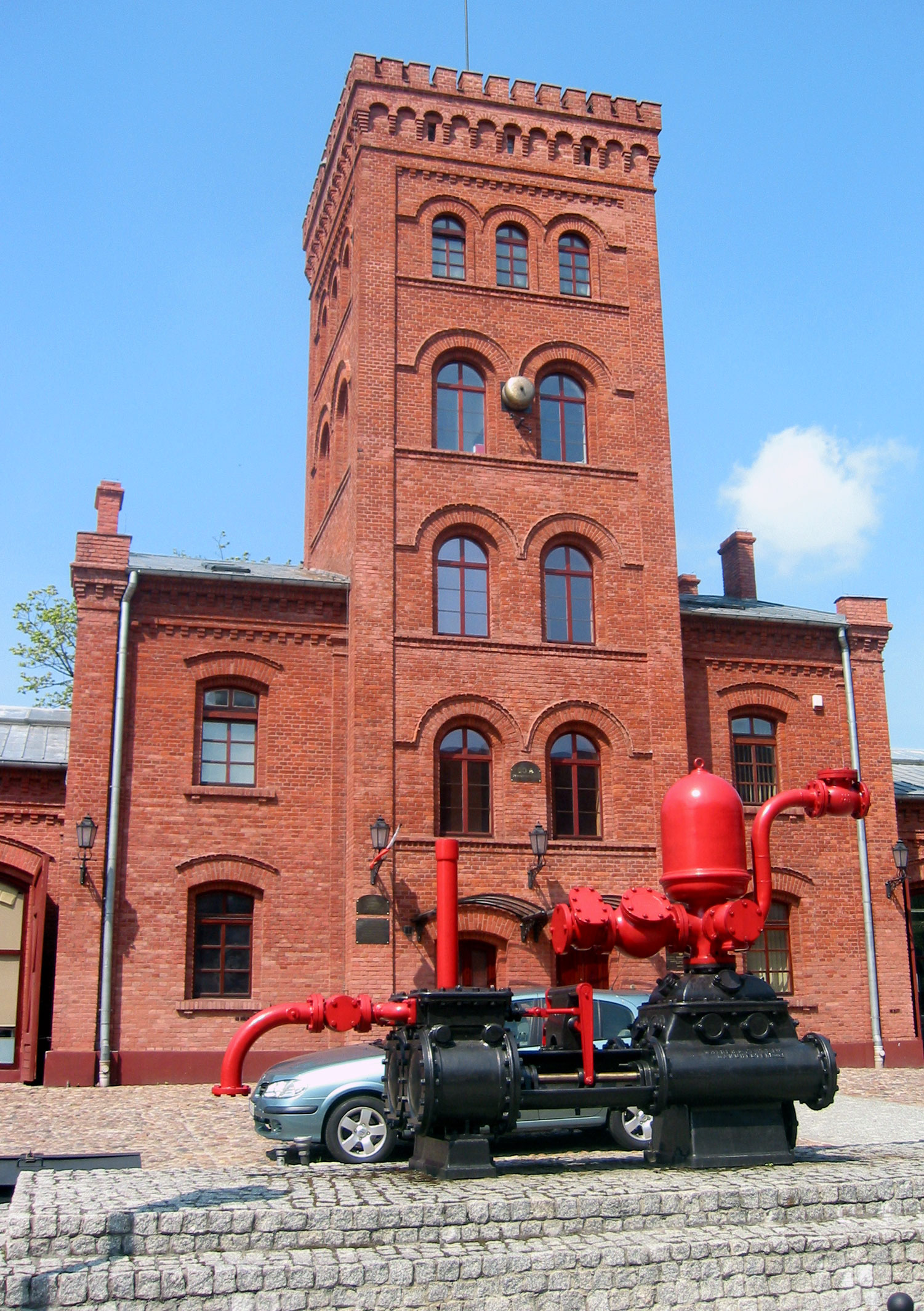
Remiza strażacka na Księżym Młynie

W latach 1824–1828 na południe od Nowego Miasta (na terenach miejskich oraz rządowych) utworzono kolejną osadę przemysłową, przeznaczoną pod osiedlenie przede wszystkim tkaczy lnu i bawełny, którą nazwano Łódka. Osada położona była wzdłuż traktu piotrkowskiego i rzeki Jasień, a także obejmowała wieś rządową Wólka, Zarzew oraz Widzew. Podczas regulacji ulicy Piotrkowskiej na terenie nowej osady, wyznaczono przebieg siedmiu nowych przecznic oraz m.in. dochodzącą do niej ulicę, którą nazwano pierwotnie Przędzalniana. Nowa ulica została po raz pierwszy przedstawiona na planie sporządzonym przez geometrę Jana Leśniewskiego w 1825 roku.
Ulica łączyła poszczególne posiadła wodno-fabryczne położone nad rzeką Jasień: od Widzewa, poprzez młyny Araszt, Wójtowski Młyn, Księży Młyn oraz Lamus, które otrzymał we władanie Krystian Wendisch, do ulicy Piotrkowskiej i Rynku Bielnikowego.
Ulica w 1860 była częściowo wybrukowana, a w latach 1916–1917 bruk pojawił się na odcinku od ulicy Kilińskiego do ulicy Przędzalnianej. W 1938 roku została wybudowana kanalizacja.
Ulica Tymienieckiego jest główną arterią Księżego Młyna.

## Nazewnictwo
- 1827–1837 – ulica Przędzalniana
- 1837–1915 – ulica Emilii
- 1915–1918 – Emilien-strasse
- 1918–1935 – ulica Emilii
- 1935–1940 – ulica ks. bp. Wincentego Tymienieckiego
- 1940–1945 – Nibelungenstrasse
- 1945–1951 – ulica ks. bp. Wincentego Tymienieckiego
- 1951–1990 – ulica 8 Marca
- od 1990 roku – ulica ks. bp. Wincentego Tymienieckiego

## Ważniejsze obiekty
- Przędzalnia Rodziny Scheiblerów (zaadaptowana na lofty)
- zabytkowa strażnica OSP z XIX wieku (zaadaptowana na biura)
- Bielnik Kopischa z 1824 roku (zaadaptowana na biura).  Od niego zaczyna się historia osady fabrycznej nad rzeką Jasień.
- Fabryka Ludwika Grohmana (zaadaptowana na siedzibę ŁSSE)
- Siedziba Łódzkiej Specjalnej Strefy Ekonomicznej mieści się Fabryka Henryka Grohmana.
- Elektrownia Towarzystwa Wyrobów Bawełnianych Karola W. Scheiblera z 1910 roku (odrestaurowana na atrakcję turystyczną kompleksu mieszkalnego Fuzja).

## Przypisy

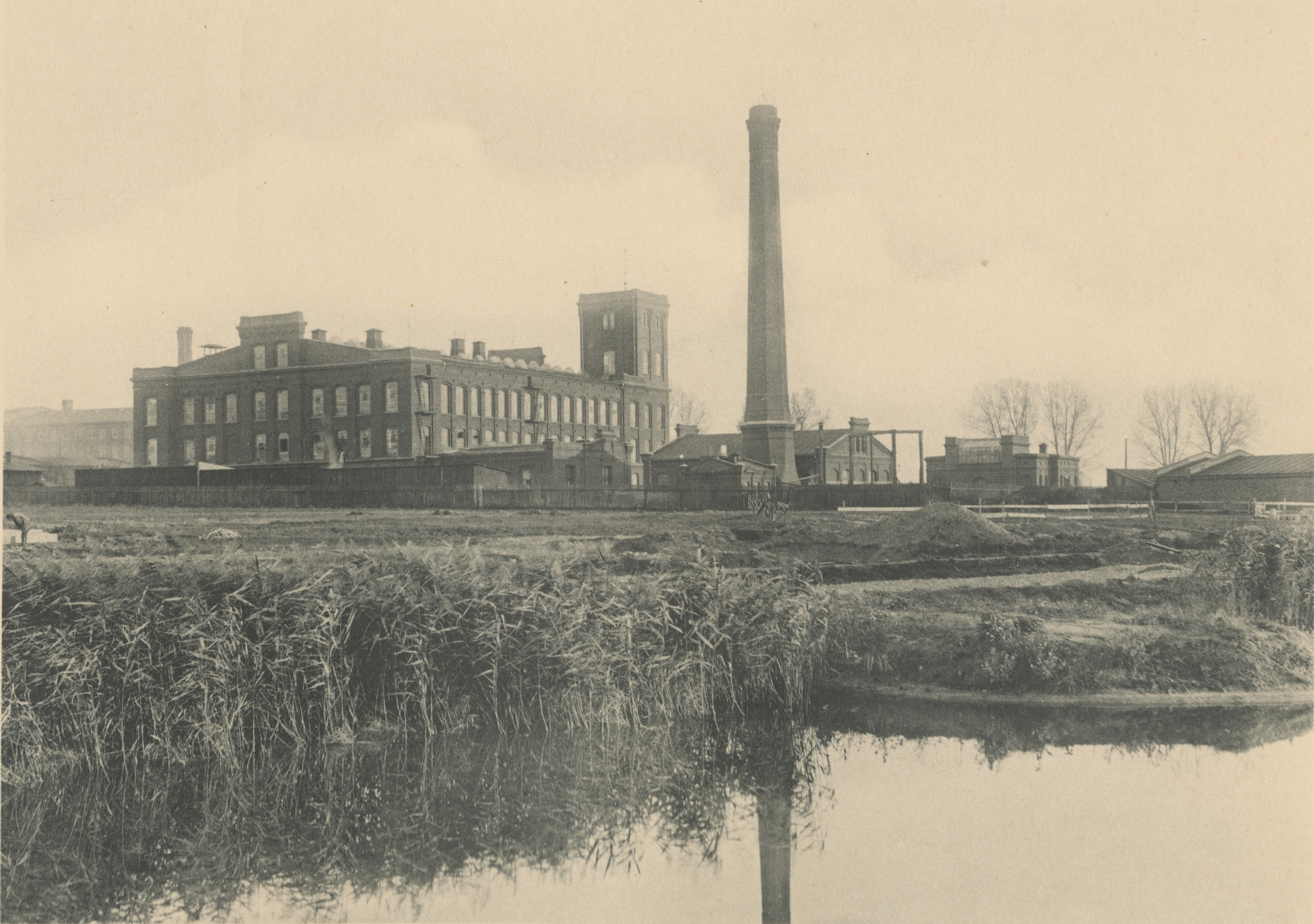
Fabryka wyrobów bawełnianych Henryka Grohmana przy ulicy Emilii – obecnie ulica Tymienieckiego 22/24 (fot. Bronisław Wilkoszewski, 1896)